# Улица Штыба (Владикавказ)
Улица Штыба — улица во Владикавказе (Северная Осетия, Россия). Находится в Иристонском муниципальном округе. Начинается от улицы Гаппо Баева в районе площади Штыба и тянется на восток до Кривого переулка. Улица Штыба пересекается с улицами Цаголова, Димитрова и Осетинской. Посередине улицы Штыба, от самого начала и до конца, проходит пешеходный бульвар.
Улица названа в честь революционера и чекиста С. М. Штыба.
Улица образовалась в середине XIX века. Отмечена на плане г. Владикавказа как Фельдмаршальская улица. Упоминается под этим же названием в Перечне улиц, площадей и переулков от 1911 и 1925 годов. 
8 апреля 1926 года постановлением заседания президиума Владокрисполкома (протокол № 30/13, п. 25), Фельдмаршальская улица переименована у улицу Штыба: «Постановление Райисполкома Верхнее-Осетинской слободки (№ 7 § 1, от 7/4-26 г.) о переименовании ул. Фельдмаршалской в ул. Им. Тов. Штыба утвердить».